# 奈格尔点

三角形（黑色）的奈格尔点（蓝色N）。红色三角形是外接三角形，橘色圆是旁切圆

欧几里得几何中，任一个三角形伴随有一个奈格尔点（Nagel）。平面内一个三角形ABC具有边长a = |BC|，b = |CA|，和c = |AB|，设TA，TB，和TC分别是三旁切圆和三条边的切点。直线ATA，BTB，CTC 共点交于三角形ABC的奈格尔点N。奈格尔点以十九世纪德国数学家Christian Heinrich von Nagel命名，他在1836年提到这个点。
另外一种方法构造TA，从点A出发沿着三角形ABC的边走到半周长位置，类似的得到TB和TC。因为这个构造，奈格尔点有时也被称为平分周长点（或译界心）。

## 和其余特殊点的关系
奈格尔点是热尔岗点的等截共軛点。奈格尔点、内心和重心三点共线。内心是中点三角形的奈格尔点（匿名1896年），等价地说奈格尔点是反补三角形的内心。

## 三线坐标
奈格尔点的三线坐标由Gallatly（1913年）给出：
{\displaystyle \csc ^{2}(A/2)\,:\,\csc ^{2}(B/2)\,:\,\csc ^{2}(C/2)}
或等价的
{\displaystyle {\frac {b+c-a}{a}}\,:\,{\frac {c+a-b}{b}}\,:\,{\frac {a+b-c}{c}}.}